# Pyrnus magnet
Pyrnus magnet là một loài nhện trong họ Trochanteriidae. Loài này phân bố ở westelijk Australië, Nam Úc en Queensland.